# Chilijska odmiana języka hiszpańskiego
Jeżeli edytujesz kod źródłowy, to aby uzyskać taki efekt: teoria, elektronem, Witolda Gombrowicza – twórz linki według składni: [[teoria]], [[elektron]]em, [[Witold Gombrowicz|Witolda Gombrowicza]].

Hiszpański chilijski (hiszp. español de Chile, castellano chileno lub dialecto chileno) to odmiana języka hiszpańskiego charakterystyczna dla tego kraju. W obrębie swojego zasięgu geograficznego wykazuje pewne różnice, zarówno regionalne, jak i między różnymi klasami społecznymi oraz pokoleniami.
Hiszpański jest językiem urzędowym i administracyjnym Chile (gdzie nadal bywa nazywany castellano, co stanowi nawiązanie do jego pierwotnej nazwy), jest używany przez 99,3% Chilijczyków (dane z 2002 roku). W kraju tym mówi się również – choć w mniejszym stopniu – w odmianach takich jak hiszpański andyjski (español andino) i hiszpański z Chiloé (español chilote).
Chociaż w codziennym języku występuje niemal całe spektrum cech charakterystycznych opisanych poniżej, w sytuacjach formalnych różnice względem „hiszpańskiego standardowego” są mniejsze i zwykle ograniczają się do wymowy oraz słownictwa.
Zgodnie z teorią językoznawczą andalucystyczną, która od ostatnich dekad XX wieku jest tą najbardziej akceptowaną, hiszpański używany w Chile — podobnie jak w innych częściach Ameryki Łacińskiej — jest wynikiem konwergencji różnych dialektów języka hiszpańskiego z Hiszpanii w kierunku wspólnego języka, czyli koiné, spośród których najważniejszy wpływ miał dialekt andaluzyjski.

## Cechy fonetyczne
- Sybilizacja drgających i grupy „tr” – to zjawisko, przy którym dany fonem spółgłoskowy lub cała grupa ulega silnej palatalizacji, aż do przekształcenia się w syczącą szczelinową /s/ lub /z/. Może również dotyczyć końcowej „r”. Sybilizacja końcowej „r” kojarzona jest głównie z niższymi warstwami społecznymi. W tym przypadku możliwy jest także jej całkowity zanik. Zjawisko braku końcowej „r” występuje wśród miejskiej klasy robotniczej: levantame (od levantarme), arreglala (od arreglarla), ehperalo (od esperarlo), comé (od comer).
- Rozróżnienie między spółgłoską przedniojęzykową boczną a środkową .
- Palatalizacja spółgłosek miękkopodniebiennych – polega na wymowie tych dźwięków przez uniesienie przedniej części języka ku podniebieniu.
- Tendencja do wymawiania z mniejszym napięciem spółgłoski podniebiennej /x/: np. [a.'hjen.da in.te.li.'hjen.te] – „agenda inteligente”.
- Osłabienie spółgłosek między samogłoskami oraz w wygłosie.
- Niektóre spółgłoski, takie jak /d/, mogą być osłabiane lub nawet pomijane :  Przykłady: verdad → [be.'ra], pared → [pa.'re].
- Ogólne osłabienie spółgłosek jest bardziej widoczne w języku osób niewykształconych oraz w stylach potocznych niż w stylu wysokim. Objawia się to m.in.:
  - utratą spółgłosek dźwięcznych, zwarto-wybuchowych (auhcar zamiast a buscar, jubilaoh zamiast jubilados),
  - wokalizacją spółgłosek w wygłosie (['kaw.su.la] – cápsula, [dow.’tor] – doctor ),
  - zanikem /b, d, g/ przed spółgłoską płynną (['maj.re] – madre, [bi.’naj.re] – vinagre ),
  - całkowitym zanikiem niektórych spółgłosek (vamo zamiast vamos).
- Tendencja do osłabienia „d”, szczególnie w formantach -ado > -ao.
- Yeísmo, czyli wymowa środkowo podniebienna dźwięczna [i], z możliwością przeplatania się różnych wariantów fonetycznych oraz małymi, izolowanymi wyjątkami od tej reguły.
- Tendencja do aspiracji i asymilacji /s/ na końcu sylaby oraz jej zaniku na końcu wyrazu. Przykłady: las mesas → [lah.'me.sah], vasco → ['bah.ko], mismo → [míhmo], disgusto → [di.'xuh.to], rasgar → [ra.'xar], los toros → [loh'to.ro].
- Tendencja do zmiękczania wymowy „ch”: mucho → ['mu.tso]/['mu.fo'].
- Palatalizacja spółgłosek [k], [x] i [y]. Przykłady: queso → ['kje.so], se queda → [se'kje.da], general → [xje.ne.'ral], mujer → [mu.'xjer], higuera → [i.'yje.ra].
- Tendencja do zaniku końcowej „d”. Przykłady: verdad → [ber.'Da], pared → [pa.'ré].
- Intonacja o średnim, podwyższonym tonie; rytmie wymowy towarzyszy wyższa częstotliwość

- Osłabiona wymowa palatalnej /t∫/ – może występować zarówno w mowie potocznej (gdzie pojawia się wariant frykatywny [∫]), jak i w mowie potocznej o większym prestiżu (gdzie występuje spółgłoska dziąsłowa [ts]).

## Cechy morfoskładniowe
- Użycie zdrobnienia z końcówką -it-. Przykład: gatito (koteczek).
- Użycie mieszanego voseo – w sytuacjach nieformalnych używa się form czasownikowych typu voseo, łącząc zaimek drugiej osoby liczby pojedynczej (vos) z odpowiednimi końcówkami czasownika. Przykład: vos cantái, vos partís .
- Naprzemienne użycie tuteo i voseo – w zależności od kontekstu formalnego lub nieformalnego używa się tú lub vos, a także odpowiednie dla nich formy czasowników.
- Użycie wyrażeń typu ya w funkcji potwierdzającej – przysłówek ya jest używany jako afirmatywna odpowiedź, charakterystyczna dla języka hiszpańskiego w Chile. Przykład: ¿Vienes? – Ya. (Przyjdziesz? – Już / Tak).

- Konstrukcje (se) me le – w bardziej potocznych rejestrach pojawiają się konstrukcje takie jak se me le salió, w których łączy się różne formy zaimków dopełnienia, co jest typowe dla miejskiej odmiany języka chilijskiego.